# Sidi Ali Ben Ziyad
Pour les articles homonymes, voir Sidi Ali.
Sidi (en) Ali Ben Ziyad ou Ali Ben Zayed est un saint et jurisconsulte ifriqiyen.
Né à Tripoli, il passe sa jeunesse à Kairouan, où il entreprend des études de théologie et de droit islamique, avant de se fixer à Tunis où il enseigne jusqu'à sa mort survenue à la fin du VIIIe siècle.
Traditionaliste, c'est auprès de lui que les oulémas kairouanais les plus illustres apprennent les hadiths. Parmi eux figurent l'imam Sahnoun, al-Bahloul Ibn Rachid, Sajara Ibn Issa al-Maârifi et Assad ibn al-Furat, théologien et homme de guerre qui entreprendra la conquête de la Sicile.
Sa modestie est telle que lorsque le gouverneur de l'Ifriqiya le fait demander à Kairouan, Ben Zayed entre dans la ville monté sur son âne. Il refuse alors le poste de grand cadi qui lui est offert et repart le soir même pour Tunis, accompagné jusqu'à la nuit tombante par les plus illustres oulémas de Kairouan.
Sa réputation, forgée après sa mort en 799 à Tunis, lui confère une aura telle que plusieurs notables et gouvernants désirent se faire enterrer à ses côtés. Son mausolée se trouve toujours au bout de la rue qui porte son nom, derrière le Dar El Bey, dans la médina de Tunis.

## Liens
- Notices d'autorité :   - VIAF
  - ISNI
  - LCCN
  - GND
  - Israël
  - WorldCat